# Engelbrechts (Gemeinde Kautzen)
Engelbrechts ist eine Ortschaft und eine Katastralgemeinde der Marktgemeinde Kautzen im Bezirk Waidhofen an der Thaya im niederösterreichischen Waldviertel mit 87 Einwohnern (Stand 1. Jänner 2024).

## Geografie
Das Dorf westlich von Kautzen entwässert über den Weißenbach in den Reutbach und ist über die Landesstraße L8137 erreichbar. Im Westen überragt der Schanzberg (650 m ü. A.) den Ort. Zur Ortschaft zählen auch die Almhäuser im Südwesten und das Radschinhaus im Norden. Im Osten befinden sich der Engelbrechtser und der Gerhartser Teich. Am 1. April 2020 umfasste die Ortschaft 67 Adressen.

## Geschichte
Die Einwohner waren mittelmäßig bestiftete Landbauern und Kleinhäusler, die sich vom Ackerbau, der Viehzucht und der Baumwollweberei nährten, schrieb Schweickhardt im 19. Jahrhundert. Die herrschaftlichen Teiche wurden alle drei Jahre abgefischt. Im Jahr 1822 wurde der Ort als Dorf mit 46 Häusern genannt, das nach Kautzen eingepfarrt war, wohin auch die Kinder eingeschult wurden. Die Herrschaft Dobersberg besaß die Ortsobrigkeit, übte die Landgerichtsbarkeit aus, besorgte die Konskription und hatte die Grundherrschaft inne. Laut Adressbuch von Österreich waren im Jahr 1938 in der Ortsgemeinde Engelbrechts zwei Gastwirte, ein Gemischtwarenhändler, ein Schmied, ein Schuster, eine Trafikant, ein Tischler, zwei Viktualienhändler, zwei Weber und zwei Landwirte mit Ab-Hof-Verkauf ansässig. Im Zuge der Niederösterreichischen Kommunalstrukturverbesserung trat die damalige Ortsgemeinde Engelbrechts per 1. Jänner 1971 der Marktgemeinde Kautzen bei.

## Persönlichkeiten
- Heinrich Rauscher (1891–1960), Pädagoge, Schuldirektor und Heimatforscher
- Othmar Rauscher (1919–1995), Zisterzienser und Abt des Stiftes Schlierbach

## Sehenswertes
- Platz des Skorpions, pseudowissenschaftlicher Kraftplatz